# Только вдвоём
«Только вдвоём» — советский художественный фильм (1976), мелодрама по мотивам популярной повести Анатолия Тоболяка «История одной любви».

## Сюжет
Молодожёны Сергей и Катя, только несколько месяцев назад окончившие школу, приезжают на Дальний Восток работать. Место назначения было выбрано весьма своеобразно - Катя с завязанными глазами ткнула пальцем в точку на карте СССР, где находится Дальний Восток... В результате они оказываются в кабинете главного редактора местного радиовещательного пункта Бориса Антоновича Воронина. Тот принимает их на работу, где Сергей проявляет незаурядный талант. Вместе с тем он, парень прямой и бескомпромиссный, неоднократно вступает в конфликты с сотрудниками. После одного из таких конфликтов (с заместителем главного редактора Миусовой) он увольняется из редакции и устраивается истопником. Воронин, который часто заступался за него, просит вернуться, но молодые люди решают ехать в тундру и работать в стойбище оленеводов. Там Сергей хочет набраться опыта, чтобы стать потом профессиональным журналистом, а может быть и писателем. Много предстоит им трудностей, но они уверены в себе, и их уверенность имеет под собой прочную основу: они любят друг друга, они самостоятельны и могут преодолеть любые трудности.
В фильме (и повести) есть характерный эпизод. Когда Сергей готов был сломаться и вернуться в Москву, Катя, казалось бы, слабая девушка, проявила характер и в категорической форме не позволила отступить от задуманного. И эта её поддержка в трудную минуту дорогого стоила...

## В ролях
- Сергей Колесников — Сергей
- Татьяна Ташкова — Катя
- Леонид Дьячков — Борис Антонович Воронин, главный редактор
- Татьяна Конюхова — Миусова
- Алексей Чернов — Суворов
- Марина Стриженова — Вера Александровна Наумова, мама Кати
- Валентина Кириллина — Тоня
- Буда Вампилов — оленевод
- Мария Степанова — Тымани
- Нина Лаженцева — вахтёрша
- Юрий Васильев — Фёдор Фомич

## Съёмочная группа
- Режиссёр: Георгий Кузнецов
- Автор сценария: Анатолий Тоболяк
- Композитор: Евгений Крылатов
- Оператор-постановщик: Лесников Анатолий Егорович
- Художник-постановщик: Истратов Юрий
- Звукооператор: Ефимов Борис

## Технические характеристики
- Цветной, звуковой.
- Первый показ в кинотеатре: 1976
- Первый показ по телевидению: